# Гібралтарська ескадра
Гібралта́рська еска́дра (порт. esquadra do Estreito, «ескадра Протоки») — ескадра португальського флоту, створена 1520 року за наказом короля Мануела І, для захисту торговельних шляхів у водах Північної Африки. Одна з трьох португальських армад XVI століття. Складалася з фуст і каравел. Охороняла португальських та іспанських купців в районі Гібралтарської протоки. Основними противниками ескадри були мавританські, турецькі, французькі й англійські пірати. Також — Гібралта́рська арма́да (порт. armada do Estreito).